# Großer Preis von Deutschland 1964
Der Große Preis von Deutschland 1964 (offiziell XXVI Großer Preis von Deutschland) fand am 2. August auf dem Nürburgring in Nürburg statt und war das sechste Rennen der Automobil-Weltmeisterschaft 1964.

## Berichte

### Hintergrund

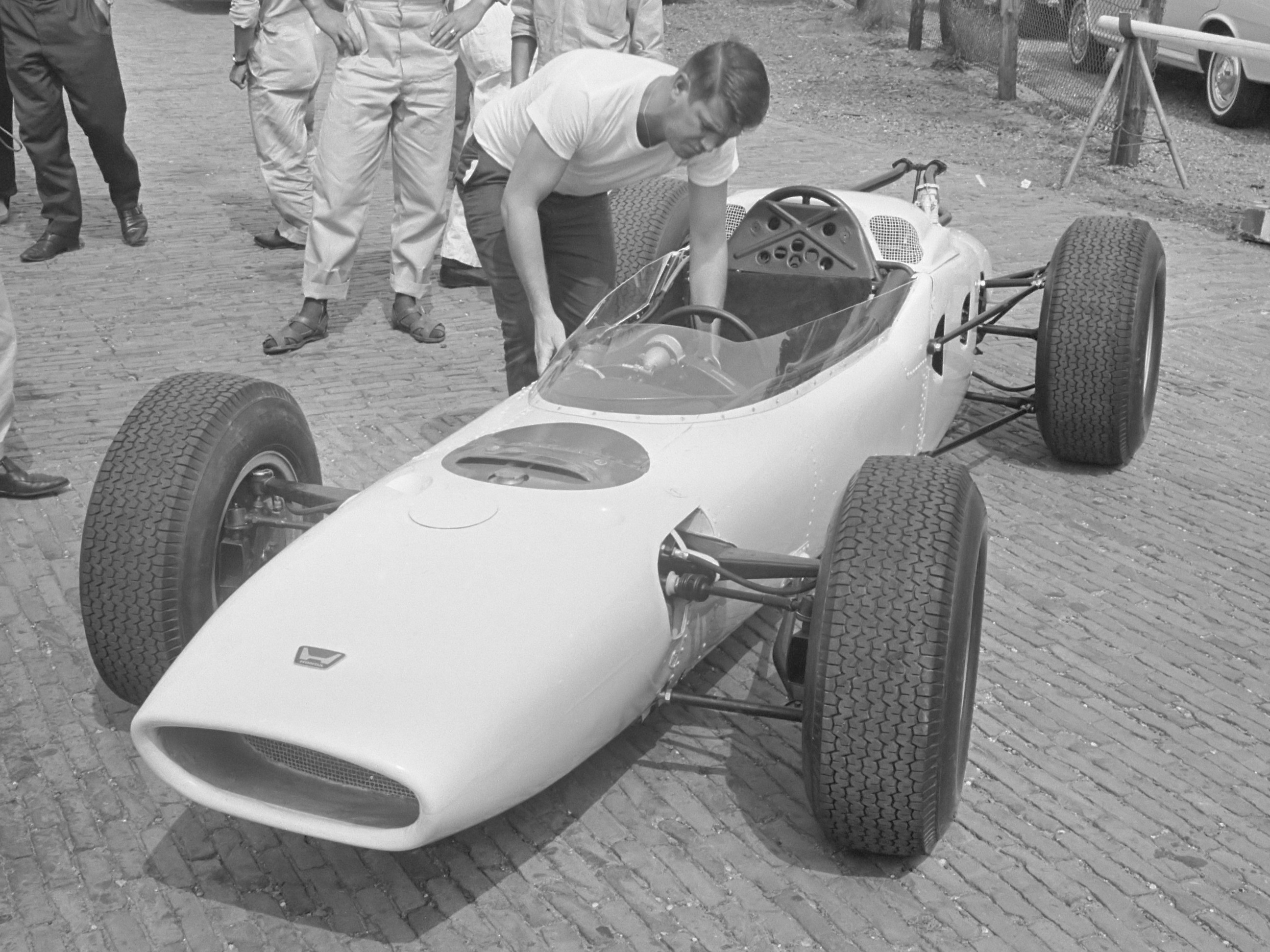
Debüt von Ronnie Bucknum und dem Honda RA271

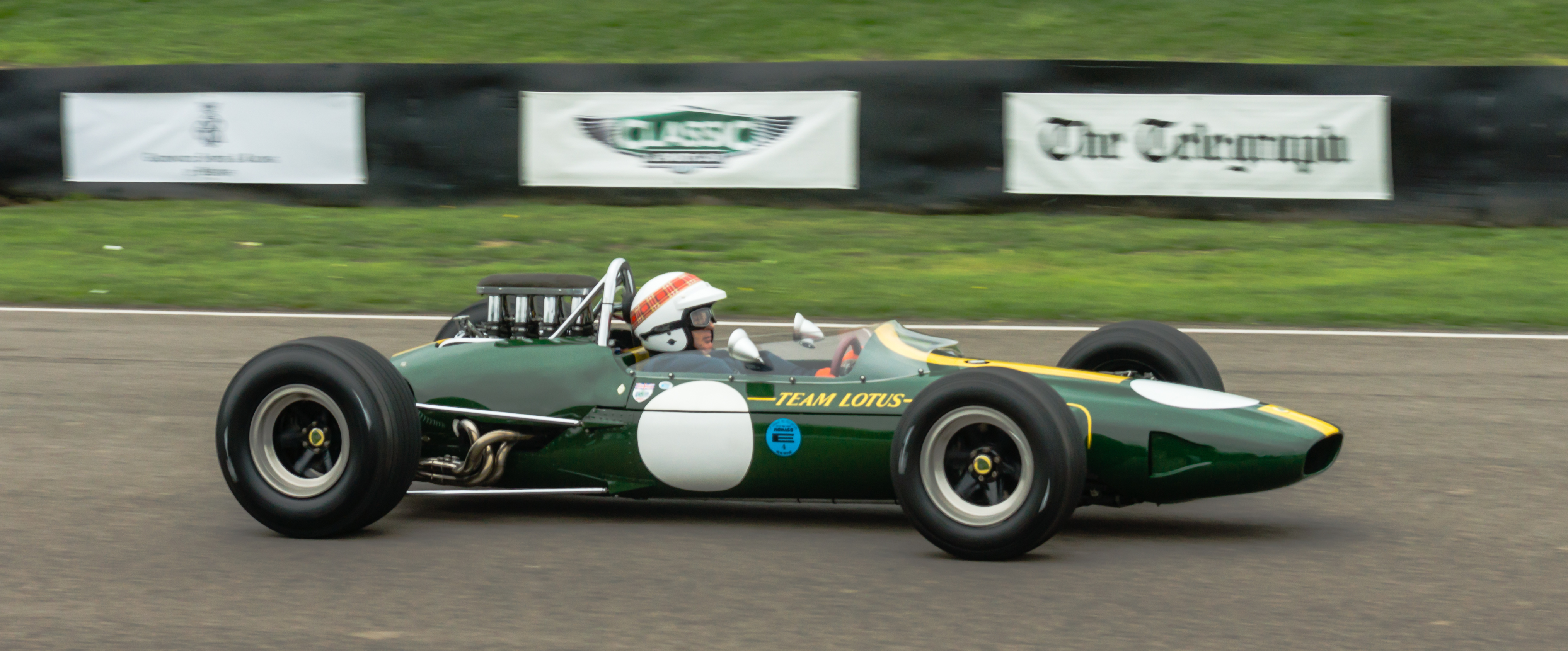
Debüt Lotus 33 (Bild von 2013)

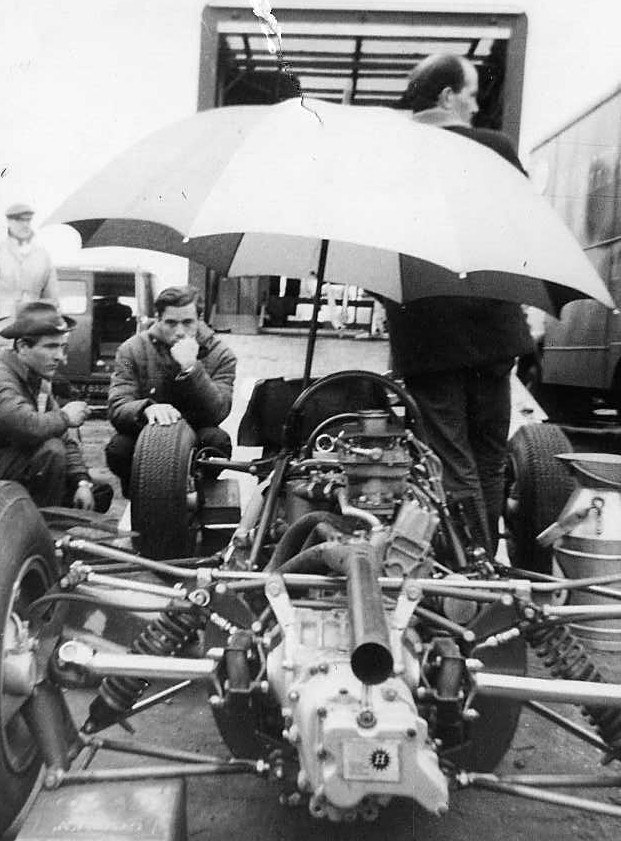
Jim Clark in der Boxengasse

Beim Großen Preis von Deutschland debütierte Honda in der Automobil-Weltmeisterschaft. Nachdem das Team 1963 bereits den Prototyp Honda RA270 bei Testfahrten eingesetzt hatte, wurde basierend auf diesem Wagen der Honda RA271 entwickelt. Das Fahrzeug hatte ein Monocoque und damit wurde Honda neben Lotus und B.R.M. bereits der dritte Konstrukteur, der diese Bauweise nutzte. Der Honda RA271 war in den Farben der Nationalflagge Japans lackiert, mit weißem Grund und einem großen roten Punkt auf der Fahrzeugfront. Ein Alleinstellungsmerkmal war der Honda-V12-Motor des Wagens. Die Konkurrenz setzte 1964 überwiegend V8-Aggregate ein, bis auf Ferrari, die 1964 sowohl mit V6-, als auch in den folgenden Rennen mit V12-Motoren experimentierten. In der ersten Saison des Teams wurde nur ein Fahrzeug für Ronnie Bucknum gemeldet. Für ihn war es das Debüt in der Automobil-Weltmeisterschaft.
Neben dem Honda RA271 gab es einen weiteren neuen Wagen, der erstmals in Rennen lief. Sowohl Jim Clark als auch Mike Spence fuhren den Lotus 33, eine Weiterentwicklung des Vorgängers Lotus 25. Der größte Unterschied zwischen den beiden Fahrzeugen war eine neu entwickelte Radaufhängung für die neuen breiteren Reifen. Der Lotus 25 des Teams fungierte als dritter Wagen für Gerhard Mitter, der sein einziges Saisonrennen bestritt. Bei Brabham fuhr Dan Gurney den Brabham BT7, Jack Brabham hingegen den Brabham BT11. Ferrari setzte den Ferrari 158 für John Surtees ein, Lorenzo Bandini pilotierte den Ferrari 156 Aero.
Erstmals seit dem Großen Preis von Großbritannien 1961 trat das Rob Walker Racing Team wieder mit zwei Fahrern an. Neben Jo Bonnier fuhr Edgar Barth. Für ihn war es das letzte Rennen im Rahmen der Automobil-Weltmeisterschaft. Carel Godin de Beaufort auf Porsche verunglückte im Training tödlich. Mit diesem Unfall endete auch der Einsatz von privaten Porsche-Fahrzeugen in der Automobil-Weltmeisterschaft, nachdem sich das Werksteam bereits Jahre zuvor zurückgezogen hatte. 2010 gab es Bestrebungen von Porsche zurückzukehren, diese Pläne wurden aber verworfen. Auch Scirocco-Powell zog sich zurück, ein letztes Mal meldete André Pilette ein Fahrzeug des Konstrukteurs für ein Rennen. British Racing Partnership pausierte und war nicht am Start.
Mit Bonnier, Graham Hill und Surtees nahmen drei ehemalige Sieger am Rennen teil. Bei den Konstrukteuren waren zuvor Ferrari sechsmal erfolgreich, B.R.M. und Lotus jeweils einmal. In der Fahrerwertung führte Clark mit vier Punkten Vorsprung auf Graham Hill und 19 Punkten Vorsprung auf Richie Ginther. In der Konstrukteurswertung lag Lotus vor B.R.M. und Brabham.

### Training
Die Startaufstellung wurde in fünf Trainingssitzungen ermittelt, von denen zwei am Freitag stattfanden und weitere drei am Samstag. Beim ersten Training hatten einige Fahrer Schwierigkeiten, bei Amon trat ein Getriebeproblem auf, beim Bucknums Honda war der Kühler defekt und bei Brabham gab es einen Motorschaden. Peter Revson verlor die Kontrolle über seinen Wagen und kam von der Strecke ab. Er beschädigte seinen Wagen an einem Baum, blieb aber unverletzt. Die erste Bestzeit setzte Graham Hill, die er einige Zeit später ein weiteres Mal verbesserte. Surtees fuhr die zweitbeste Zeit vor Gurney, während Clark noch den neuen Wagen abstimmte und keine Zeit unter neun Minuten erreichte.
In der Pause zur zweiten Trainingssitzung wurde auch beim zweiten Brabham von Gurney der Motor gewechselt und Amons Wagen repariert. Graham Hill nutzte den restlichen Tag für Setup-Abstimmungen und verbesserte seine Zeit nicht weiter, sodass Bandini und Surtees in der Wertung an ihm vorbeizogen. Auch Clark und Brabham kamen mit ihren jeweiligen schnellsten Runden näher an die Spitzengruppe. Mitter nahm nicht am Training teil, da Lotus-Teamchef Colin Chapman ihm den Ersatzwagen nicht zur Verfügung stellte, für den Fall, Clark würde sich ein weiteres Mal entscheiden, doch den alten Wagen zu fahren.
Am Samstag gingen viele Fahrer auf die Strecke, um vor dem aufziehenden Regen noch eine schnelle Runde zu fahren. Surtees übernahm den ersten Platz, auch Clark verbesserte sich. Als jedoch leichter Sprühregen einsetzte, wurden alle Rundenzeiten langsamer. Bucknum und Ginther mussten wegen Motorschäden ihre Fahrzeuge reparieren lassen. In der vierten und letzten geplanten Trainingssitzung wurde die Strecke zunehmend trockener, sodass weitere Zeitverbesserungen möglich waren. Surtees fuhr als erster Fahrer eine schnellste Runde unter 8:40 Minuten, gefolgt von Clark und Gurney. Beide B.R.M.-Fahrer bekamen weitere technische Probleme, auch Bob Anderson hatte Schwierigkeiten mit seinem Wagen. Am Ende des Trainings wurde es Mitter erlaubt, einige Runden im Lotus 25 zu absolvieren. Auch Carel Godin de Beaufort war kurz vor Trainingsende auf der Strecke und versuchte sich zu qualifizieren. Im Streckenabschnitt Bergwerk verlor er dabei die Kontrolle über seinen veralteten Porsche und traf einen an der Strecke stehenden Baum. Das Fahrzeug richtete sich auf und de Beaufort wurde aus dem Wagen geschleudert. Dabei verletzte er sich am Rückenmark und erlag seinen schweren Verletzungen einige Tage später. de Beaufort war das erste Todesopfer der Saison.
Surtees erzielte seine erste Pole-Position der Saison mit vier Zehntelsekunden Vorsprung auf Clark. Dritter wurde Gurney vor Bandini, der mehr als fünf Sekunden langsamer als sein Teamkollege Surtees war. Graham Hill qualifizierte sich auf den fünften Startplatz vor Brabham und den beiden Cooper-Fahrern Bruce McLaren und Phil Hill. Die ersten zehn wurden von Amon und Jo Siffert komplettiert, Amon war der beste Fahrer mit Kundenfahrzeug. Bucknum erreichte die Qualifikation für Honda als Letzter auf Rang 22. Pilette hingegen war zu langsam und blieb als einziger Fahrer über den zehn Minuten für die schnellste Runde. Er qualifizierte sich somit nicht fürs Rennen. Mitter und Bucknum waren die Mindestanzahl von fünf Runden nicht gefahren, für beide Fahrer wurde eine extra Trainingssitzung abgehalten, in der nur sie fahren durften und die erreichten Rundenzeiten nicht zählten. Hierbei ging es lediglich darum, die fünf Runden für die Qualifikation zu absolvieren, um aus Prestigegründen Honda und den bekannten deutschen Fahrer Mitter beim Rennen dabei zu haben.

### Rennen
Zum Start wurden die Wagen wie in den Jahren zuvor direkt an der richtigen Position aufgestellt, von der sie das Rennen aufnahmen, statt des üblichen Heranrollens. Clark schien am besten wegzukommen, dann aber drehten die Hinterreifen durch, wodurch Surtees und Bandini ihn überholten. Während der ersten Runde konterte Clark und übernahm die Führung, behielt sie jedoch nicht lange, denn Surtees überholte ihn am Beginn der zweiten Rennrunde erneut. Gurney verbesserte sich auf den dritten Platz und lag unmittelbar hinter Clark. Mit etwas Abstand bildete sich dahinter eine Verfolgergruppe bestehend aus Graham Hill, Brabham, Phil Hill, Bandini, McLaren, Ginther und Amon. Andere Fahrer im hinteren Feld hatten bereits früh im Rennen technische Probleme. Hailwood schied mit Motorschaden aus und verlor dabei über eine längere Strecke Öl, das sich auf der Fahrbahn verteilte. Bei Bonnier war ein Batterieschaden Ursache für den Ausfall in der ersten Runde. Revson, Mitter und Anderson kamen zu unterschiedlichen Reparaturen an die Box. Bucknum verbesserte sich am Ende des Feldes durch die Ausfälle, Probleme und vier Überholmanöver um mehrere Positionen.
Durch das ausgelaufene Öl verringerten sich die Geschwindigkeiten in den nächsten Runden deutlich, da die Fahrer an der gefährlichen Stelle das Tempo drosselten. Beide Cooper-Fahrer schieden innerhalb kurzer Zeit mit Motorschäden aus, außerdem stellten Baghetti und Barth ihre Wagen ab. Anderson versuchte das Rennen fortzusetzen, gab aber in Runde vier mit einem Aufhängungsschaden ebenfalls auf. Auch Ginther kam für Reparaturen an die Box. An der Spitze überholte Gurney den führenden Surtees; Clark und Graham Hill duellierten sich um Rang drei und fielen einige Sekunden zurück. Brabham lag dahinter auf Rang fünf vor Bandini und Amon. Surtees und Gurney bauten den Vorsprung auf die Verfolger kontinuierlich aus und überholten sich mehrfach gegenseitig, schließlich setzte sich Surtees aber durch, da Gurneys Brabham leicht überhitzte und er sich deshalb zurückfallen ließ. Surtees fuhr daraufhin die schnellste Rennrunde, nachdem das ausgelaufene Öl getrocknet war. Dies war außerdem ein neuer Rundenrekord. Graham Hill verbesserte sich auf Rang drei, als Clark sein Rennen nach einem Motorschaden beendete.
Surtees baute an der Spitze seinen Vorsprung auf 16 Sekunden aus, auch bei den Verfolgern dahinter gab es zwischen den Fahrern größere Abstände. Für Brabham war der Drittplatzierte Graham Hill zu weit entfernt, sodass er langsamer fuhr, um seinen Wagen zu schonen. Dadurch holte Bandini auf ihn auf und als er im Windschatten war, nahm Brabham irrtümlich an, von Bandinis Teamkollegen Surtees überrundet zu werden. Brabham ließ daraufhin Bandini kampflos überholen. Brabham bemerkte seinen Fehler und konnte die verlorene Position zwei Runden später wiedergewinnen. Gurney fuhr einen neuen Rundenrekord, der wenig später von Surtees gebrochen wurde. Doch die Überhitzung im Kühlkreislauf von Gurneys Brabham wurde stärker, sodass er Graham Hill vorbeiließ und in die Box fuhr, doch seine Mechaniker lösten das Problem nicht, sodass er eine Runde später erneut hereinkam. Brabham und Amon steuerten die Boxengasse ebenfalls für Reparaturen an, für beide war das Rennen jedoch beendet. In Runde zwölf schied zudem Bucknum aus, da er sich von der Strecke drehte und den Wagen beschädigte, eine Runde zuvor hatte Revson einen Unfall. Alle vier Fahrer wurden noch gewertet, da sie die dafür erforderliche Renndistanz zurückgelegt hatten.
Surtees gewann das Rennen mit einer Minute Vorsprung vor Graham Hill und erreichte damit den ersten Saisonsieg für Ferrari. Für Surtees war es der zweite Sieg in Folge und der letzte beim Großen Preis von Deutschland. Ferrari gewann dieses Rennen erst 1972 wieder. Bandini komplettierte die Podiumsplatzierungen auf Rang drei, Siffert, Trintignant und Maggs erreichten die Punkteränge. Für Siffert und Maggs waren es die ersten Saisonpunkte, für Trintignant die letzten seiner Karriere. Ginther wurde Siebter vor Spence, Mitter und Gurney.
In der Fahrerwertung übernahm Graham Hill den ersten Platz mit zwei Punkten Vorsprung auf Clark. Surtees verbesserte sich mehrere Ränge auf Platz drei und hatte 13 Zähler Rückstand auf Graham Hill. In der Konstrukteurswertung blieb Lotus Erster, einen Punkt vor B.R.M., Ferrari zog an Brabham vorbei und war neuer Dritter.

## Meldeliste
| Team                        | Nr. | Fahrer                  | Chassis          | Motor          | Reifen |
| --------------------------- | --- | ----------------------- | ---------------- | -------------- | ------ |
| Team Lotus                  | 01  | Jim Clark               | Lotus 33         | Climax 1.5 V8  | D      |
| Team Lotus                  | 02  | Mike Spence             | Lotus 33         | Climax 1.5 V8  | D      |
| Team Lotus                  | 23  | Mike Spence             | Lotus 25         | Climax 1.5 V8  | D      |
| Team Lotus                  | 23  | Gerhard Mitter          | Lotus 25         | Climax 1.5 V8  | D      |
| Owen Racing Organisation    | 03  | Graham Hill             | BRM P261         | BRM 1.5 V8     | D      |
| Owen Racing Organisation    | 04  | Richie Ginther          | BRM P261         | BRM 1.5 V8     | D      |
| Brabham Racing Organisation | 05  | Dan Gurney              | Brabham BT7      | Climax 1.5 V8  | D      |
| Brabham Racing Organisation | 06  | Jack Brabham            | Brabham BT11     | Climax 1.5 V8  | D      |
| Scuderia Ferrari SpA SEFAC  | 07  | John Surtees            | Ferrari 158      | Ferrari 1.5 V8 | D      |
| Scuderia Ferrari SpA SEFAC  | 08  | Lorenzo Bandini         | Ferrari 156 Aero | Ferrari 1.5 V6 | D      |
| Cooper Car Company          | 09  | Bruce McLaren           | Cooper T73       | Climax 1.5 V8  | D      |
| Cooper Car Company          | 10  | Phil Hill               | Cooper T73       | Climax 1.5 V8  | D      |
| Rob Walker Racing Team      | 11  | Joakim Bonnier          | Brabham BT11     | BRM 1.5 V8     | D      |
| Rob Walker Racing Team      | 12  | Edgar Barth             | Cooper T66       | Climax 1.5 V8  | D      |
| Reg Parnell Racing          | 14  | Chris Amon              | Lotus 25         | BRM 1.5 V8     | D      |
| Reg Parnell Racing          | 15  | Mike Hailwood           | Lotus 25         | BRM 1.5 V8     | D      |
| DW Racing Enterprises       | 16  | Bob Anderson            | Brabham BT11     | Climax 1.5 V8  | D      |
| Scuderia Centro Sud         | 18  | Giancarlo Baghetti      | BRM P57          | BRM 1.5 V8     | D      |
| Scuderia Centro Sud         | 26  | Tony Maggs              | BRM P57          | BRM 1.5 V8     | D      |
| Siffert Racing Team         | 19  | Joseph Siffert          | Brabham BT11     | BRM 1.5 V8     | D      |
| Honda R&D Co.               | 20  | Ronnie Bucknum          | Honda RA271      | Honda 1.5 V12  | D      |
| Maurice Trintignant         | 22  | Maurice Trintignant     | BRM P57          | BRM 1.5 V8     | D      |
| Revson Racing               | 27  | Peter Revson            | Lotus 24         | BRM 1.5 V8     | D      |
| Equipe Scirocco Belge       | 28  | André Pilette           | Scirocco 02      | Climax 1.5 V8  | D      |
| Ecurie Maarsbergen          | 29  | Carel Godin de Beaufort | Porsche 718      | Porsche 1.5 V8 | D      |

Anmerkungen
1. 1 2  Spence und Mitter waren auf den Lotus mit der Nummer 23 gemeldet, Mitter fuhr ihn in den Trainingssitzungen und im Rennen.

## Klassifikationen

### Startaufstellung
| Pos. | Fahrer                  | Konstrukteur    | Zeit    | Ø-Geschwindigkeit | Start |
| ---- | ----------------------- | --------------- | ------- | ----------------- | ----- |
| 01   | John Surtees            | Ferrari         | 8:38,4  | 158,40 km/h       | 01    |
| 02   | Jim Clark               | Lotus-Climax    | 8:38,8  | 158,28 km/h       | 02    |
| 03   | Dan Gurney              | Brabham-Climax  | 8:39,3  | 158,13 km/h       | 03    |
| 04   | Lorenzo Bandini         | Ferrari         | 8:42,6  | 157,13 km/h       | 04    |
| 05   | Graham Hill             | B.R.M.          | 8:43,8  | 156,77 km/h       | 05    |
| 06   | Jack Brabham            | Brabham-Climax  | 8:46,6  | 155,94 km/h       | 06    |
| 07   | Bruce McLaren           | Cooper-Climax   | 8:47,1  | 155,79 km/h       | 07    |
| 08   | Phil Hill               | Cooper-Climax   | 8:52,7  | 154,15 km/h       | 08    |
| 09   | Chris Amon              | Lotus-B.R.M.    | 8:54,0  | 153,78 km/h       | 09    |
| 10   | Joseph Siffert          | Brabham-B.R.M.  | 8:56,9  | 152,94 km/h       | 10    |
| 11   | Richie Ginther          | B.R.M.          | 8:57,9  | 152,66 km/h       | 11    |
| 12   | Joakim Bonnier          | Brabham-B.R.M.  | 9:01,3  | 151,70 km/h       | 12    |
| 13   | Mike Hailwood           | Lotus-B.R.M.    | 9:01,9  | 151,53 km/h       | 13    |
| 14   | Maurice Trintignant     | B.R.M.          | 9:06,8  | 150,18 km/h       | 14    |
| 15   | Bob Anderson            | Brabham-Climax  | 9:07,5  | 149,98 km/h       | 15    |
| 16   | Tony Maggs              | B.R.M.          | 9:09,6  | 149,41 km/h       | 16    |
| 17   | Mike Spence             | Lotus-Climax    | 9:09,9  | 149,33 km/h       | 17    |
| 18   | Peter Revson            | Lotus-B.R.M.    | 9:13,0  | 148,49 km/h       | 18    |
| 19   | Gerhard Mitter          | Lotus-Climax    | 9:14,1  | 148,20 km/h       | 19    |
| 20   | Edgar Barth             | Cooper-Climax   | 9:14,2  | 148,17 km/h       | 20    |
| 21   | Giancarlo Baghetti      | B.R.M.          | 9:14,6  | 148,06 km/h       | 21    |
| 22   | Ronnie Bucknum          | Honda           | 9:34,3  | 142,98 km/h       | 22    |
| 23   | Carel Godin de Beaufort | Porsche         | 9:37,9  | 142,09 km/h       | 23    |
| DNQ  | André Pilette           | Scirocco-Climax | 10:29,4 | 130,47 km/h       | –     |

### Rennen
| Pos. | Fahrer                  | Konstrukteur   | Runden | Stopps | Zeit      | Start | Schnellste Runde |
| ---- | ----------------------- | -------------- | ------ | ------ | --------- | ----- | ---------------- |
| 01   | John Surtees            | Ferrari        | 15     | 0      | 2:12:04,8 | 01    | 8:39,0 (11.)     |
| 02   | Graham Hill             | B.R.M.         | 15     | 0      | + 1:15,6  | 05    | 8:47,7           |
| 03   | Lorenzo Bandini         | Ferrari        | 15     | 0      | + 4:52,8  | 04    | 8:59,8           |
| 04   | Joseph Siffert          | Brabham-B.R.M. | 15     | 0      | + 5:23,1  | 10    | 8:58,0           |
| 05   | Maurice Trintignant     | B.R.M.         | 14     | 0      | DNF       | 14    | 9:12,5           |
| 06   | Tony Maggs              | B.R.M.         | 14     | 0      | + 1 Runde | 16    | 9:17,9           |
| 07   | Richie Ginther          | B.R.M.         | 14     | 1      | + 1 Runde | 11    | 9:06,2           |
| 08   | Mike Spence             | Lotus-Climax   | 14     | 0      | + 1 Runde | 17    | 9:17,5           |
| 09   | Gerhard Mitter          | Lotus-Climax   | 14     | 1      | + 1 Runde | 19    | 9:12,2           |
| 10   | Dan Gurney              | Brabham-Climax | 14     | 2      | + 1 Runde | 03    | 8:42,9           |
| 11   | Chris Amon              | Lotus-B.R.M.   | 12     | 1      | DNF       | 09    | 9:06,4           |
| 12   | Jack Brabham            | Brabham-Climax | 11     | 1      | DNF       | 06    | 8:59,7           |
| 13   | Ronnie Bucknum          | Honda          | 11     | 0      | DNF       | 22    | 9:22,0           |
| 14   | Peter Revson            | Lotus-B.R.M.   | 10     | 1      | DNF       | 18    | 9:22,4           |
| –    | Jim Clark               | Lotus-Climax   | 7      | 0      | DNF       | 02    | 8:49,4           |
| –    | Bob Anderson            | Brabham-Climax | 4      | 1      | DNF       | 15    | 9:56,4           |
| –    | Bruce McLaren           | Cooper-Climax  | 4      | 0      | DNF       | 07    | 9:10,5           |
| –    | Edgar Barth             | Cooper-Climax  | 3      | 0      | DNF       | 20    | 9:33,7           |
| –    | Giancarlo Baghetti      | B.R.M.         | 2      | 0      | DNF       | 21    | 10:09,9          |
| –    | Phil Hill               | Cooper-Climax  | 1      | 0      | DNF       | 08    | 9:09,1           |
| –    | Mike Hailwood           | Lotus-B.R.M.   | 0      | 0      | DNF       | 13    | –                |
| –    | Joakim Bonnier          | Brabham-B.R.M. | 0      | 0      | DNF       | 12    | –                |
| DNS  | Carel Godin de Beaufort | Porsche        | –      | –      | –         | –     | –                |

## WM-Stände nach dem Rennen
Die ersten sechs des Rennens bekamen 9, 6, 4, 3, 2, 1 Punkte. Es zählten nur die sechs besten Ergebnisse aus zehn Rennen. In der Konstrukteurswertung zählten dabei nur die Punkte des bestplatzierten Fahrers eines Teams.

### Fahrerwertung
| Pos. | Fahrer              | Konstrukteur            | Punkte |
| ---- | ------------------- | ----------------------- | ------ |
| 01   | Graham Hill         | B.R.M.                  | 32     |
| 02   | Jim Clark           | Lotus-Climax            | 30     |
| 03   | John Surtees        | Ferrari                 | 19     |
| 04   | Richie Ginther      | B.R.M.                  | 11     |
| 05   | Peter Arundell      | Lotus-Climax            | 11     |
| 06   | Jack Brabham        | Brabham-Climax          | 11     |
| 07   | Dan Gurney          | Brabham-Climax          | 10     |
| 08   | Bruce McLaren       | Cooper-Climax           | 7      |
| 09   | Lorenzo Bandini     | Ferrari                 | 6      |
| 10   | Joseph Siffert      | Lotus-B.R.M. / Brabham  | 3      |
| 11   | Joakim Bonnier      | Cooper-Climax / Brabham | 2      |
| 12   | Chris Amon          | Lotus-B.R.M.            | 2      |
| 13   | Maurice Trintignant | B.R.M.                  | 2      |
| 14   | Mike Hailwood       | Lotus-B.R.M.            | 1      |
| 15   | Bob Anderson        | Brabham-Climax          | 1      |

| Pos. | Fahrer                  | Konstrukteur    | Punkte |
| ---- | ----------------------- | --------------- | ------ |
| 16   | Phil Hill               | Cooper-Climax   | 1      |
| 17   | Tony Maggs              | B.R.M.          | 1      |
| 18   | Trevor Taylor           | BRP-B.R.M.      | 0      |
| 19   | Giancarlo Baghetti      | B.R.M.          | 0      |
| 20   | Mike Spence             | Lotus-Climax    | 0      |
| 21   | Innes Ireland           | BRP-B.R.M.      | 0      |
| 22   | Gerhard Mitter          | Lotus-Climax    | 0      |
| 23   | Ronnie Bucknum          | Honda           | 0      |
| 24   | Peter Revson            | Lotus-B.R.M.    | 0      |
| 25   | John Taylor             | Cooper-Ford     | 0      |
| –    | Carel Godin de Beaufort | Porsche         | 0      |
| –    | André Pilette           | Scirocco-Climax | 0      |
| –    | Ian Raby                | Brabham-B.R.M.  | 0      |
| –    | Frank Gardner           | Brabham-Ford    | 0      |
| –    | Edgar Barth             | Cooper-Climax   | 0      |

### Konstrukteurswertung
| Pos. | Konstrukteur   | Punkte |
| ---- | -------------- | ------ |
| 01   | Lotus-Climax   | 34     |
| 02   | B.R.M.         | 33     |
| 03   | Ferrari        | 19     |
| 04   | Brabham-Climax | 17     |
| 05   | Cooper-Climax  | 10     |
| 06   | Lotus-B.R.M.   | 3      |

| Pos. | Konstrukteur    | Punkte |
| ---- | --------------- | ------ |
| 07   | Brabham-B.R.M.  | 3      |
| 08   | Cooper-Ford     | 0      |
| 09   | Honda           | 0      |
| –    | BRP-B.R.M.      | 0      |
| –    | Porsche         | 0      |
| –    | Scirocco-Climax | 0      |